# Kobe Hernández-Foster
Kobe Andre Hernández-Foster (* 26. Juni 2002 in Los Angeles, Kalifornien) ist ein amerikanisch-honduranischer Fußballspieler.

## Karriere
Hernández-Foster spielte zunächst in der Nachwuchsabteilung der LA Galaxy. In der Saison 2018 gehörte der Linksverteidiger nach seinem 16. Geburtstag einige Male dem Spieltagskader des Farmteams, der LA Galaxy II, in der USL Championship an, ehe er im September 2018 debütierte. In der Saison 2019 folgten 3 weitere Einsätze in der USL Championship. Ansonsten spielte Hernández-Foster für die U19. In der Saison 2020 folgten keine weiteren Einsätze mehr, da der Saisonstart aufgrund der COVID-19-Pandemie vom Frühjahr in den Sommer verschoben wurde.
Im Sommer 2020 wechselte Hernández-Foster kurz vor dem Beginn der Saison 2020/21 nach Deutschland zum VfL Wolfsburg. Dort gehörte er gemeinsam mit seinem Landsmann Bryang Kayo den A-Junioren (U19) an. Er absolvierte 4 Spiele im defensiven Mittelfeld in der A-Junioren-Bundesliga und ein Spiel im DFB-Pokal der Junioren, ehe der Junioren-Spielbetrieb aufgrund der Corona-Pandemie ab November 2020 nicht mehr fortgesetzt werden konnte. Nachdem Hernández-Foster die Junioren durchlaufen hatte, rückte er zur Saison 2021/22 in den Profikader von Mark van Bommel auf. Die zweite Mannschaft, die zuvor in der viertklassigen Regionalliga Nord gespielt hatte, wurde unterdessen abgemeldet. Nachdem der 19-Jährige in der ersten Runde des DFB-Pokals und den ersten 3 Spieltagen der Bundesliga nicht zum Spieltagskader gezählt hatte, einigte er sich mit dem Verein Ende August 2021 auf eine Vertragsauflösung.
Ab September 2021 nahm Hernández-Foster am Training des norwegischen Zweitligisten Ham-Kam teil. Nachdem der Verein am Ende der Saison 2021 den Aufstieg in die Eliteserien erreicht hatte, erhielt er einen ab der Saison 2022 gültigen Vertrag bis zum 31. Dezember 2023.

## Persönliches
Hernández-Foster wurde als Sohn honduranischer Eltern in Los Angeles, Kalifornien geboren und wuchs dort auf. Er ist nach dem Basketballspieler Kobe Bryant benannt.